# Metrioglypha
Metrioglypha is een geslacht van vlinders van de familie bladrollers (Tortricidae), uit de onderfamilie Olethreutinae.

## Soorten
- M. aoriphora Diakonoff, 1973
- M. confertana (Walker, 1863)
- M. crassa Diakonoff, 1973
- M. dualis Diakonoff, 1973
- M. empalinopa Diakonoff, 1973
- M. gemmarius Diakonoff, 1973
- M. habilis Diakonoff, 1973
- M. mellifera Diakonoff, 1973
- M. onychosema (Meyrick, 1931)
- M. thystas (Meyrick, 1911)